# José Bezerra Neto
José Bezerra Neto (Quijingue, 27 de agosto de 1919 – Euclides da Cunha, 11 de maio de 1993) foi um agropecuarista e político brasileiro. Foi vereador entre 1948 a 1959, exerceu o cargo de prefeito de Euclides da Cunha no período 1959—1963. Em 1962, foi eleito deputado estadual para a legislatura 1963—1967 pelo PST.

## Desempenho em eleições
| Ano  | Eleição           | Coligação | Partido | Candidato a       | Votos | Resultado  |
| ---- | ----------------- | --------- | ------- | ----------------- | ----- | ---------- |
| 1962 | Estadual da Bahia |           | PST     | Deputado Estadual | 4.996 | Eleito     |
| 1966 | Estadual da Bahia |           | ARENA   | Deputado Estadual | 6.137 | Não eleito |